# (24637) Olʹgusha
(24637) Olʹgusha est un astéroïde de la ceinture principale.

## Description
(24637) Olʹgusha est un astéroïde de la ceinture principale. Il fut découvert le 8 septembre 1981 à Naoutchnyï par Lioudmila Jouravliova. Il présente une orbite caractérisée par un demi-grand axe de 2,61 UA, une excentricité de 0,23 et une inclinaison de 3,9° par rapport à l'écliptique.

## Compléments